# Videoconsolas de tercera generación
En la historia de las computadoras y los videojuegos, la tercera generación (a veces conocida como la era de los 8 bits) comenzó el 15 de julio de 1983, con el lanzamiento en Japón de dos sistemas: Nintendo Family Computer (comúnmente abreviado como Famicom) y el Sega SG-1000. Cuando la Famicom se lanzó fuera de Japón, fue remodelada y comercializada como Nintendo Entertainment System (NES). Esta generación marcó el final del colapso de los videojuegos de 1983 y un cambio en el dominio de los fabricantes de videojuegos domésticos de Estados Unidos a Japón. Las consolas portátiles no eran una parte importante de esta generación, aunque la línea Game & Watch de Nintendo comenzó en 1980 y Milton Bradley Microvision salió en 1979, aunque ambas se consideran hardware de segunda generación.
Las mejoras en la tecnología dieron a las consolas de esta generación mejores capacidades gráficas y de sonido. La cantidad de colores simultáneos en la pantalla y el tamaño de la paleta aumentaron, lo que, junto con resoluciones más grandes y más sprites en pantalla, significó que los desarrolladores podían crear escenas con más detalles. El audio de cinco canales se volvió común, dando a las consolas la capacidad de producir una mayor variación y rango de sonido. Una innovación notable de esta generación fue la inclusión de cartuchos con memoria integrada y baterías para permitir a los usuarios guardar su progreso en un juego, con The Legend of Zelda de Nintendo introduciendo la tecnología en el mercado. Esta innovación permitió mundos de juego mucho más expansivos y una narración de historias en profundidad, ya que los usuarios ahora podían guardar su progreso en lugar de tener que comenzar cada sesión de juego desde el principio. En la siguiente generación, la capacidad de guardar juegos se volvió omnipresente: al principio, guardando en el cartucho del juego y, más tarde, cuando la industria cambió a discos ópticos de solo lectura, en tarjetas de memoria, unidades de disco duro y, finalmente, almacenamiento en la nube.
La consola más vendida de esta generación fue la NES/Famicom de Nintendo, seguida por la Sega Master System (la sucesora mejorada de la SG-1000) y la Atari 7800. Aunque la generación anterior de consolas también había usado procesadores de 8 bits, fue al final de la tercera generación cuando las consolas domésticas se etiquetaron y comercializaron por primera vez por sus "bits". Esto también se puso de moda cuando se comercializaron sistemas de 16 bits de cuarta generación como Sega Genesis para diferenciar entre generaciones. En Japón y Norteamérica, esta generación estuvo dominada principalmente por Famicom/NES, mientras que el Master System dominó el mercado brasileño, con los mercados combinados de Europa siendo más equilibrados en las ventas generales entre los dos sistemas principales. El final de la tercera generación estuvo marcado por la aparición de los sistemas de 16 bits de la cuarta generación y con la interrupción de Famicom el 25 de septiembre de 2003.

## Resumen
La generación comenzó cuando las empresas japonesas, Sega y Nintendo, decidieron ingresar al mercado de los juegos de consola. Sega lanzó dos consolas, SG-1000 y Mark III, y su competidor Nintendo lanzó una consola doméstica Famicom. Se esperaba que las empresas los tuvieran todos solo para el mercado japonés. Sin embargo, Famicom se hizo muy popular en Japón y Nintendo decidió ingresar al mercado mundial. Con esto en mente, la empresa se acercó a la empresa Atari, que tenía la mayoría del mercado de videojuegos en el resto del mundo, con una propuesta para que Atari licenciara la Famicom y la distribuyera. Se celebró un acuerdo que debía firmarse en el Consumer Electronics Show de julio de 1983.
Sin embargo, en el mismo CES, Coleco exhibió su computadora doméstica Coleco Adam, que presentaba un juego diseñado por Nintendo llamado Donkey Kong. En ese momento, Atari tenía derechos exclusivos para distribuir juegos de Nintendo en computadoras domésticas, y Coleco tenía derechos exclusivos para distribuir el juego en consolas. Sin embargo, dado que Atari entendió que Adam era una computadora doméstica, pospusieron la firma del acuerdo con Nintendo y le pidieron a la compañía que resolviera el problema con derechos. El problema se resolvió, pero durante este tiempo, se había producido la crisis del videojuego de 1983 y Atari comenzó a perder influencia en el mercado. Con esto, Nintendo no tenía competidor y la empresa decidió ingresar al mercado por su cuenta.
La compañía presentó por primera vez la Famicom en enero de 1985 en el Winter CES como Nintendo Advanced Video System, abreviatura de NAVS. Los gamepads eran inalámbricos y funcionaban con él mediante un puerto de infrarrojos, y el paquete también incluiría una pistola de luz. Se planeó que el NAVS estaría disponible en la primavera de 1985. Sin embargo, esto no sucedió y la consola se mostró nuevamente en el CES de verano en junio de ese año, en una versión actualizada llamada Nintendo Entertainment System. El sistema fue lanzado en octubre de 1985 como un experimento dentro de los límites de la ciudad de Nueva York con el juego Super Mario Bros. incluido. El experimento tuvo éxito y demostró que la gente todavía quería jugar a juegos a pesar de la crisis de 1983. Posteriormente, el sistema fue lanzado en toda América del Norte en febrero de 1986 a un precio de 159 USD.
La Nintendo Family Computer (comúnmente abreviada como Famicom) se hizo popular en Japón durante esta era, desplazando a las otras consolas de esta generación. La contraparte occidental de Famicom, Nintendo Entertainment System, dominó el mercado de los juegos en América del Norte, gracias en parte a sus restrictivos acuerdos de licencia con los desarrolladores. Esto marcó un cambio en el dominio de los videojuegos domésticos de los Estados Unidos a Japón, hasta el punto que Computer Gaming World describió la "locura de Nintendo" como un "no evento" para los diseñadores de videojuegos estadounidenses como "prácticamente todo el trabajo para la fecha se ha realizado en Japón". La empresa tuvo un estimado del 65% de las ventas de hardware de 1987 en el mercado de consolas; Atari Corporation tenía el 24%, Sega el 8% y otras empresas el 3%.
La popularidad de las consolas japonesas creció tan rápidamente que en 1988 Epyx declaró que, en contraste con una industria de hardware de videojuegos en 1984 que la compañía había descrito como "muerta", el mercado de cartuchos de Nintendo era más grande que el de todo el software de computadoras domésticas. Nintendo vendió siete millones de sistemas NES en 1988, casi tanto como el número de Commodore 64 vendidos en sus primeros cinco años. Compute! informó que la popularidad de Nintendo provocó que la mayoría de las compañías de juegos de computadora tuvieran pocas ventas durante la Navidad de ese año, lo que resultó en serios problemas financieros para algunas, y después de más de una década fabricando juegos de computadora, en 1989 Epyx se convirtió completamente en cartuchos de consola. En 1990, el 30% de los hogares estadounidenses eran propietarios de NES, en comparación con el 23% de todas las computadoras personales, y la presión de los pares para tener una consola era tan grande que incluso los hijos de los desarrolladores de juegos de computadora la exigían a pesar de la negativa de los padres y la presencia de computadoras y software de última generación en el hogar. Como informó Computer Gaming World en 1992, "los niños que no tienen acceso a los videojuegos están tan aislados culturalmente como los niños de nuestra propia generación cuyos padres se negaron a comprar un televisor".
Sega fue el principal competidor de Nintendo en ventas de consolas durante la época. La SG-1000 de Sega, que precedió al Master System de mayor éxito comercial de Sega, inicialmente tenía poco que distinguirse de las consolas anteriores como la ColecoVision y las computadoras contemporáneas como la MSX, aunque fue capaz de lograr efectos visuales avanzados, incluido el desplazamiento de paralaje en Orguss. y escalado de sprites en Zoom 909. En 1985, el Master System de Sega incorporó el desplazamiento por hardware, junto con una paleta de colores aumentada, mayor memoria, efectos pseudo-3D y 3-D estereoscópico, obteniendo una clara ventaja de hardware sobre la NES. Sin embargo, la NES continuó dominando los mercados de América del Norte y Japón, mientras que el Master System ganó dominio en los mercados emergentes de Europa y América del Sur.
Esta época aportó muchos aspectos influyentes a la historia del desarrollo de los videojuegos. La tercera generación vio el lanzamiento de muchos de los primeros videojuegos de rol de consola (RPG). La edición y censura de videojuegos se utilizó a menudo para localizar juegos japoneses en América del Norte. Durante esta era, se fundaron muchas de las franquicias de videojuegos más famosas de todos los tiempos que sobrevivieron a la tercera generación y continuaron hasta lanzamientos en consolas posteriores. Algunos ejemplos son Super Mario Bros., Final Fantasy, The Legend of Zelda, Dragon Quest, Metroid, Mega Man, Metal Gear, Alex Kidd,  Castlevania, Phantasy Star, Megami Tensei, Ninja Gaiden y Bomberman.
En Europa, a fines de la década de 1980, el Master System tuvo un comienzo más fuerte que el NES, con las ventas de NES rezagadas con respecto al Master System en el Reino Unido. En 1990, Master System era la consola más vendida en Europa, aunque la NES comenzaba a tener una base de usuarios de rápido crecimiento en el Reino Unido.
En Norteamérica, el Atari 7800 y Master System se descontinuaron en 1992, mientras que el NES continuó produciéndose durante varios años más. En Europa, el Master System se suspendió a fines de la década de 1990. Sin embargo, ha seguido vendiéndose en Brasil hasta el día de hoy. En Japón, Nintendo continuó reparando sistemas Famicom hasta el 31 de octubre de 2007.

## Sistemas domésticos

### SG-1000
El 15 de julio de 1983, el SG-1000 fue lanzado en Japón, la primera consola creada por Sega. Fue lanzado junto con Famicom, lo que las convirtió en las dos primeras consolas de la tercera generación. Si bien no se vendió tan bien como otras consolas de la generación, se consideró importante para el desarrollo de Sega como fabricante de consolas.

### Famicom/Nintendo Entertainment System
La Famicom, lanzada el 15 de julio de 1983 en Japón y en la región de América del Norte en septiembre de 1986 como Nintendo Entertainment System (NES), era una consola basada en cartuchos de 8 bits desarrollada y comercializada por Nintendo. Se convirtió en la consola más popular de la generación, vendiendo más de 60 millones de unidades. Fue el primer sistema doméstico en presentar un controlador con un pad direccional diseñado por Gunpei Yokoi, que se convirtió en un estándar de la industria. Si bien la NES se suspendió en Norteamérica el 14 de agosto de 1995, no fue hasta el 25 de septiembre de 2003 que Famicom se suspendió en Japón.

### Sega Master System
El Sega Mark III fue lanzado el 20 de octubre de 1985 para el mercado japonés y fue la tercera versión del SG-1000. El nombre se cambió a Master System y se modificó el diseño para su lanzamiento fuera de Japón. Fue diseñada para ser más poderosa que la NES en un intento de darle una ventaja sobre la competencia, pero a pesar de las buenas ventas, no pudo igualar el éxito de la NES, convirtiéndola en la segunda consola más vendida de la generación. Este fue el caso en todas las regiones, excepto en Brasil, donde continuó vendiéndose durante años después del final de la generación. El Master System tenía pocos juegos de terceros, lo que probablemente se debió a los acuerdos de licencia de Nintendo que requerían que los desarrolladores solo lanzaran juegos para su sistema.

### Atari 7800
El Atari 7800 fue lanzado en mayo de 1986 y fue el sucesor del Atari 5200. fue la primera consola compatible con versiones anteriores sin hardware adicional. Originalmente estaba previsto para su lanzamiento el 21 de mayo de 1984, pero debido a la venta de la empresa, el lanzamiento no se produjo hasta dos años después y, junto con una pequeña biblioteca de juegos, la consola no se vendió tan bien como el Master System o NES.: 52 

### Comparación
| Nombre                    | Nombre                  | SG-1000 | Famicom/Nintendo Entertainment System (NES) | Twin Famicon | Sega Mark III/Master System | Atari 7800 |
| ------------------------- | ----------------------- | --- | --- | --- | --- | --- |
| Fabricante                | Fabricante              | Sega | Nintendo | Sharp Corporation | Sega | Atari |
| logotipo                  |                         | | | | | |
| Consola                   |                         | | | | | |
| Nombre de producto        | Nombre de producto      | - SG-1000 - SC-3000 - SC-3000H - Othello Multivision FG-1000 - Pioneer SD-G5 - Othello Multivision FG-2000               | Famicom: - HVC-001 Nintendo Entertainment System - NESE-001 New-Style NES - NES-101 Famicom - HVC-101 | AN-500 AN-505 | Mark III 171-5534 "VA1" 837-6405 837-6629 837-6700 171-5672 "VA2 171-5535-10 "VA3" Master System MK-2000 Master System II VA1 M4Jr. PAL M4Jr. PAL 2M Master System Girl Master System 3 Collection                                                                                    | |
| Precio de lanzamiento     | Precio de lanzamiento   | JP¥15,000 | JP¥14,800 US$180(510) CA$240 | 32,000 yenes. | JP¥15,000 US$199.99 UK£99.95 | US$140 |
| Fecha de laznamiento      | Fecha de laznamiento    | - JP 15 de julio de 1983                                                                                                 | - JP 15 de julio de 1983 - NA 18 de octubre de 1985 - EU Septiembre de 1986 - WW 1987 | - JP 1 de julio de 1986 | - JP 20 de octubre de 1985 - NA Octubre de 1986 - WW Junio de 1987 | - NA Mayo de 1986 - WW Julio de 1987                                                                                            |
| almacenamiento            | almacenamiento          | - Cartucho - Casete (con accesorio de teclado) - Data card (requiere un Card Catcher)                                    | - Cartucho - Disquete de 3" (Se requiere un Famicom Disk System, solo en Japón ) | - Cartucho - Disquete de 3" (Se requiere un Famicom Disk System, solo en Japón ) | - Cartucho - Data card (primer modelo solamente) | Cartucho |
| imagen del almacenamiento |                         | | | | | |
| Juegos más vendidos       | Juegos más vendidos     | N/A | Super Mario Bros. (en paquete), 40.24 millones (desde 1999) Super Mario Bros. 3, 18 millones (al 21 de mayo de 2003) | Super Mario Bros. (en paquete), 40.24 millones (desde 1999) Super Mario Bros. 3, 18 millones (al 21 de mayo de 2003) | Hang-On y Safari Hunt (en paquete) Alex Kidd in Miracle World (en paquete) Sonic the Hedgehog (en paquete) | Pole Position II (en paquete)                                                                                                   |
| Bloqueo regional          | Bloqueo regional        | No | Sí | Sí | Sí | Sí |
| Retrocompatibilidad       | Retrocompatibilidad     | Ninguno | Ninguno | Ninguno | Sega SG-1000 (Solo sistemas japoneses) | Atari 2600 |
| Accesorios (minorista)    | Accesorios (minorista)  | - Bike Handle Controller - Card Catcher - Sega Handle Controller - Sega Rapid Fire Unit - SK-1100                        | - Famicom Disk System (Solo en Japón) - NES Advantage - NES Four Score - NES Max - NES Satellite - NES Zapper - NES Power Pad - NES R.O.B. - Famicom 3D System (Solo en Japón) Más... | - Famicom Disk System (Solo en Japón) - NES Advantage - NES Four Score - NES Max - NES Satellite - NES Zapper - NES Power Pad - NES R.O.B. - Famicom 3D System (Solo en Japón) Más... | - Light Phaser - SegaScope 3D Glasses - Sega Control Stick - Sega Handle Controller - Sega Paddle Control - Sega Pro Action Replay - Sega Remote Control System - Sega Rapid Fire Unit - Sega SG Commander - Sega Sports Pad                                                          | - Atari XG-1 Light Gun |
| controles                 |                         | | | | | |
| CPU Frecuencia de reloj   | CPU Frecuencia de reloj | NEC 780C (Z80-derived) (3.58 MHz (3.55 MHz PAL)                                                                          | Ricoh 2A03 (6502-derivado) (1.79 MHz (1.66 MHz PAL)): 149 | Ricoh 2A03 (6502-derivado) (1.79 MHz (1.66 MHz PAL)): 149 | Zilog Z80A 4 MHz | Custom 6502C 1.19 MHz o 1.79 MHz                                                                                                |
| GPU                       | GPU                     | Texas Instruments TMS9918                                                                                                | Ricoh PPU (Picture Processing Unit) | Ricoh PPU (Picture Processing Unit) | Yamaha YM2602 VDP (Video Display Processor) | - Atari MARIA - Atari TIA (Television Interface Adaptor)                                                                        |
| Chip(s) de sonido         | Chip(s) de sonido       | Texas Instruments SN76489                                                                                                | - NTSC: Ricoh 2A03: 147 - PAL: Ricoh 2A07: 109 Famicom Disk System: - Nintendo 2C33 | - NTSC: Ricoh 2A03: 147 - PAL: Ricoh 2A07: 109 Famicom Disk System: - Nintendo 2C33 | - Yamaha VDP PSG (SN76496) Solo en Japón: - Yamaha YM2413 | - Atari TIA Chip de cartucho opcional: - Atari POKEY                                                                            |
| Memoria                   | Memoria                 | 3 KB RAM - 1 KB main RAM - 2 KB video RAM                                                                                | 4.277344 KB (4380 bytes) RAM - 2 KB RAM principal): 149 - 2 KB video RAM - 256 bytes sprite attribute RAM - 28 bytes palette RAM Mejoras: - Chips MMC: Hasta 8 KB de RAM de trabajo y 12 KB RAM de vídeo - Famicom Disk System: 32 KB de RAM de trabajo, 8 KB de RAM de vídeo                | 4.277344 KB (4380 bytes) RAM - 2 KB RAM principal): 149 - 2 KB video RAM - 256 bytes sprite attribute RAM - 28 bytes palette RAM Mejoras: - Chips MMC: Hasta 8 KB de RAM de trabajo y 12 KB RAM de vídeo - Famicom Disk System: 32 KB de RAM de trabajo, 8 KB de RAM de vídeo                | 24.03125 KB (24,608 bytes) RAM - 8 KB main XRAM - 16 KB video XRAM (tabla de atributos de sprites de 256 bytes) - RAM de paleta de 32 bytes | 4 KB RAM - 4 KB de RAM principal (200 bytes line buffer)                                                                        |
| Video                     | Resolución              | 256×192 | 256×240 | 256×240 | 256×192, 256×224, 256×240 | 160×200 or 320×200 |
| Video                     | Paleta                  | 21 colores | 54 colores): 149 | 54 colores): 149 | 64 colores | 256 colores (16 tonos, 16 luma)                                                                                                 |
| Video                     | Colores en pantalla     | 16 simultáneos (1 color por sprite)                                                                                      | 25 simultáneos (4 colores por sprite) | 25 simultáneos (4 colores por sprite) | 32 simultáneos (16 colores pof sprite) | 25 simultáneos (1, 4 o 12 colores por sprite)                                                                                   |
| Video                     | Sprites                 | - 32 en por pantalla (4 por línea de exploración) - 8×8 or 8×16 pixeles - Sprite entero con zum de hasta 16 × 32 píxeles | - 64 en pantalla (8 por línea de exploración) - 8×8 or 8×16 pixeles - Sprite volteando: 119 | - 64 en pantalla (8 por línea de exploración) - 8×8 or 8×16 pixeles - Sprite volteando: 119 | - 64 en pantalla (8 per scanline) - 8×8 a 16×16 pixeles - Sprite entero con zum de hasta 32 × 32 píxeles | - Lista de despliegue - 100 sprites (30 por línea de escaneo sin fondo)                                                         |
| Video                     | Fondo                   | Campo de juego Tilemap, mosaicos de 8×8                                                                                  | Campo de juego Tilemap, mosaicos de 8×8 | Campo de juego Tilemap, mosaicos de 8×8 | Campo de juego de mapa de mosaicos, mosaicos de 8 × 8, volteo de mosaicos | |
| Video                     | Scrolling               | | Desplazamiento suave del hardware, direcciones vertical/horizontal | Desplazamiento suave del hardware, direcciones vertical/horizontal | Desplazamiento suave del hardware, direcciones vertical/horizontal /diagonal, interrupción de IRQ, desplazamiento de línea, desplazamiento de pantalla dividida Chips MMC: interrupción de IRQ, desplazamiento diagonal, desplazamiento de línea, desplazamiento de pantalla dividida | Desplazamiento aproximado, direcciones vertical / horizontal                                                                    |
| Audio                     | Audio                   | Audio Mono con: - Tres canales / voces de onda cuadrada - Un generador de ruido                                          | Audio mono con: - Dos canales de onda cuadrada - Un canal de onda triangular - Un generador de ruido - Un canal DPCM, audio de 6 bits, frecuencia de muestreo de 4.2 a 33.5 kHz Mejoras solo de Japón: - Chip de cartucho opcional - Un sintetizador de tabla de ondas (Famicom Disk System) | Audio mono con: - Dos canales de onda cuadrada - Un canal de onda triangular - Un generador de ruido - Un canal DPCM, audio de 6 bits, frecuencia de muestreo de 4.2 a 33.5 kHz Mejoras solo de Japón: - Chip de cartucho opcional - Un sintetizador de tabla de ondas (Famicom Disk System) | Audio mono con: - Tres canales de onda cuadrada - Un generador de ruido Solo en Japón: - Sintetizador FM de dos operadores - Nueve canales de síntesis de FM | Audio mono con:: 121 - Dos ondas cuadradas Chip de cartucho opcional: - Cuatro canales de onda cuadrada - Un generador de ruido |

### Otras consolas

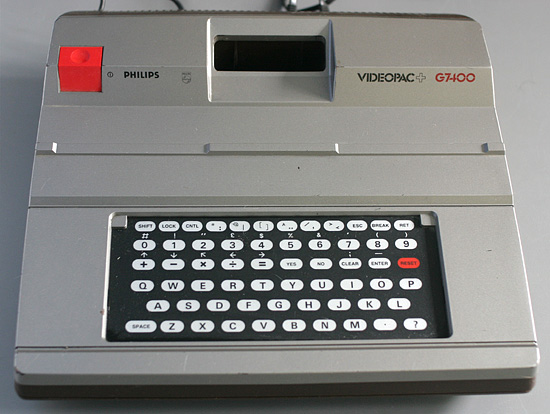
Videopac+ G7400 (1983)
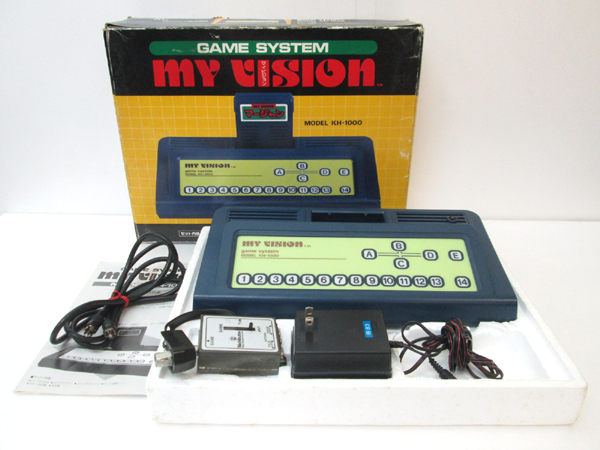
My Vision (1983)
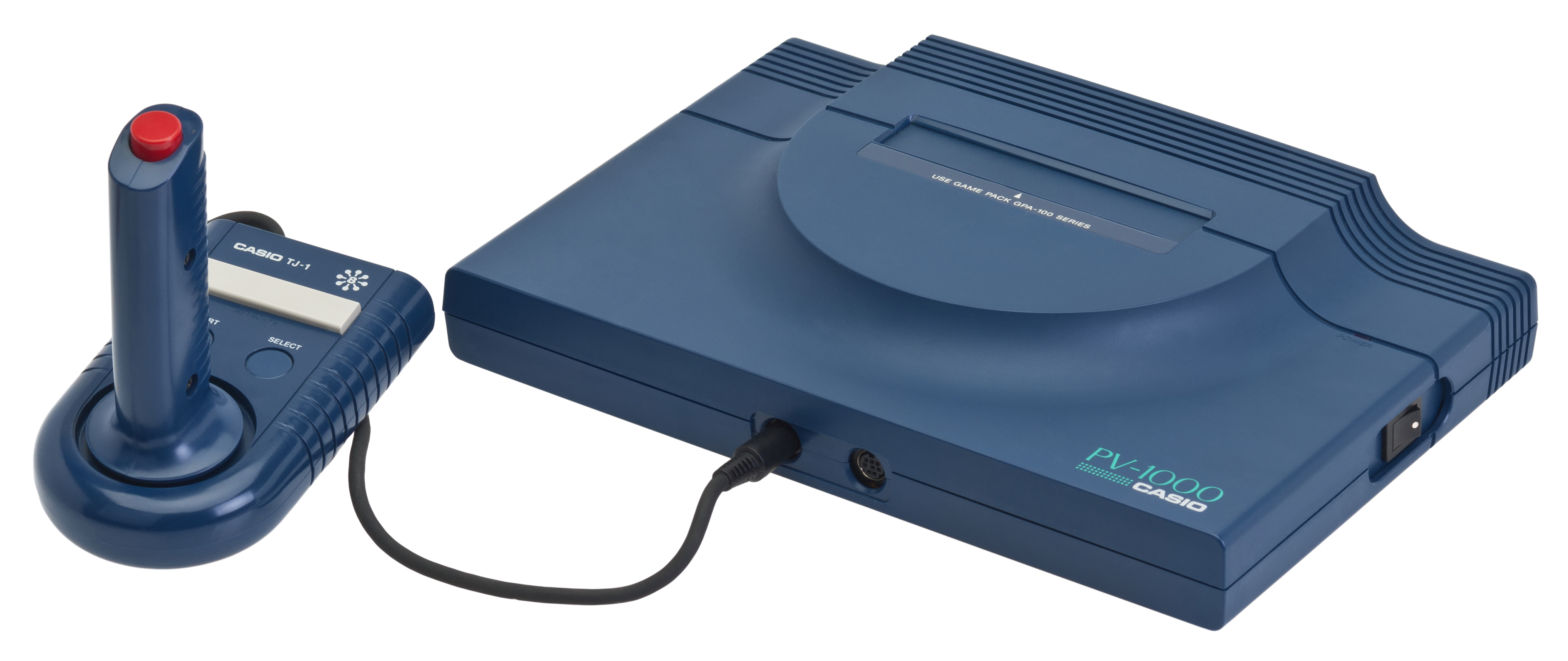
PV-1000 (1983)
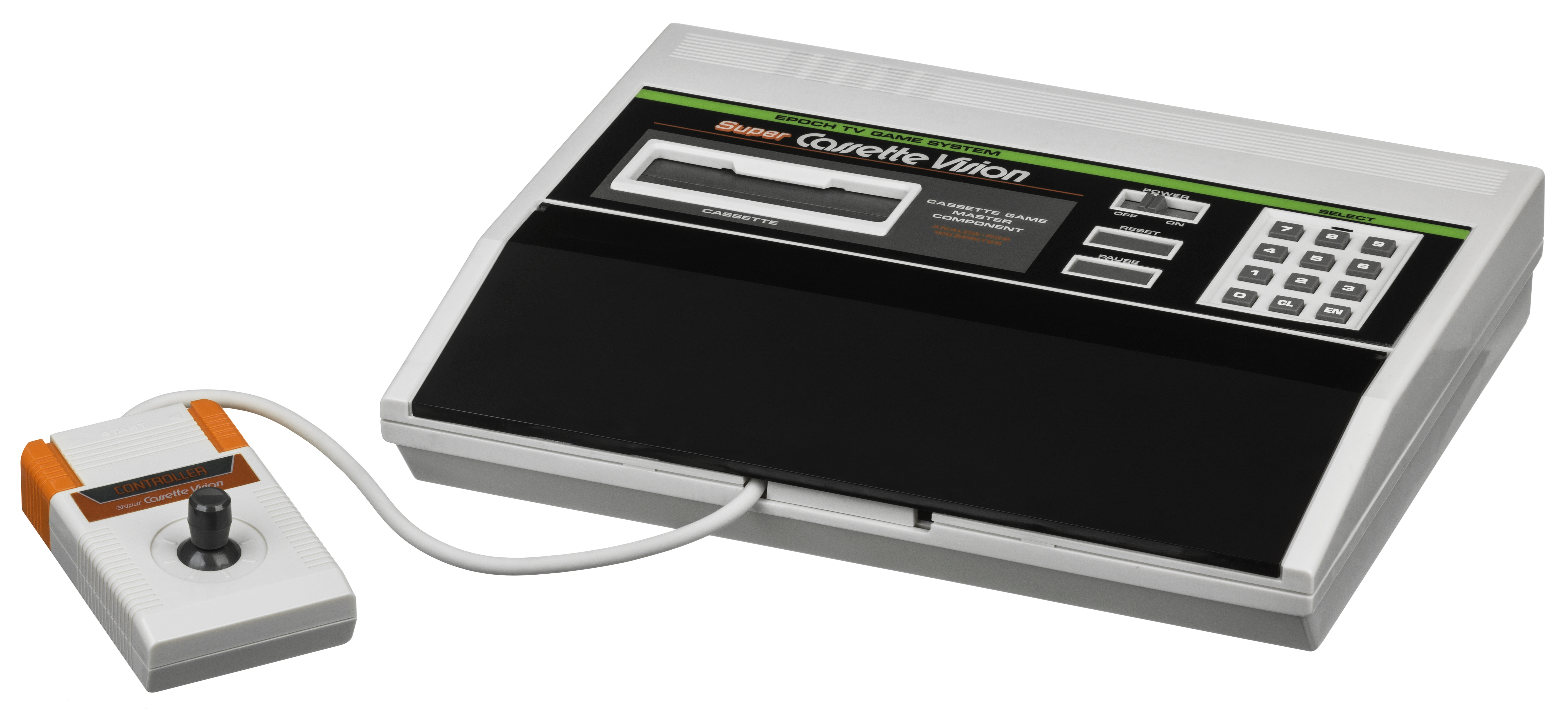
Super Cassette Vision (1984)
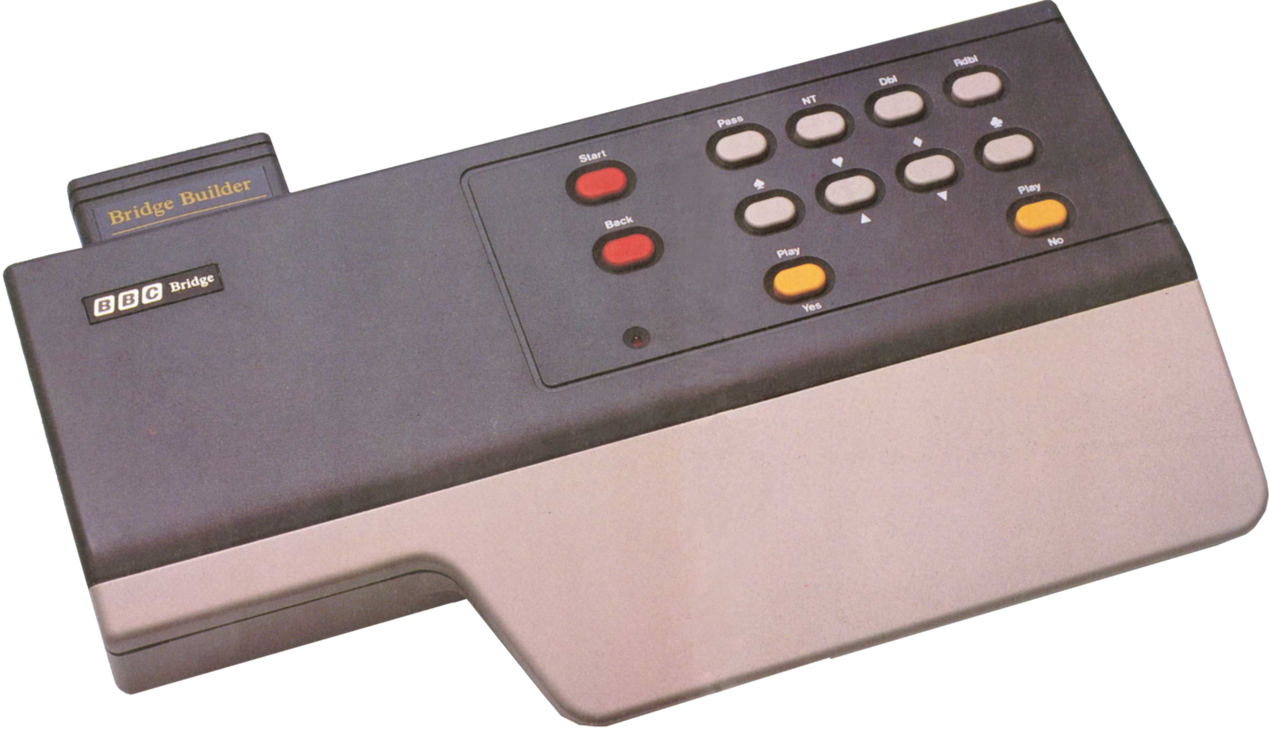
BBC Bridge Companion (1985)
LJN Video Art Lanzado en 1985
Halcyon cancelado (Planeado para 1985)
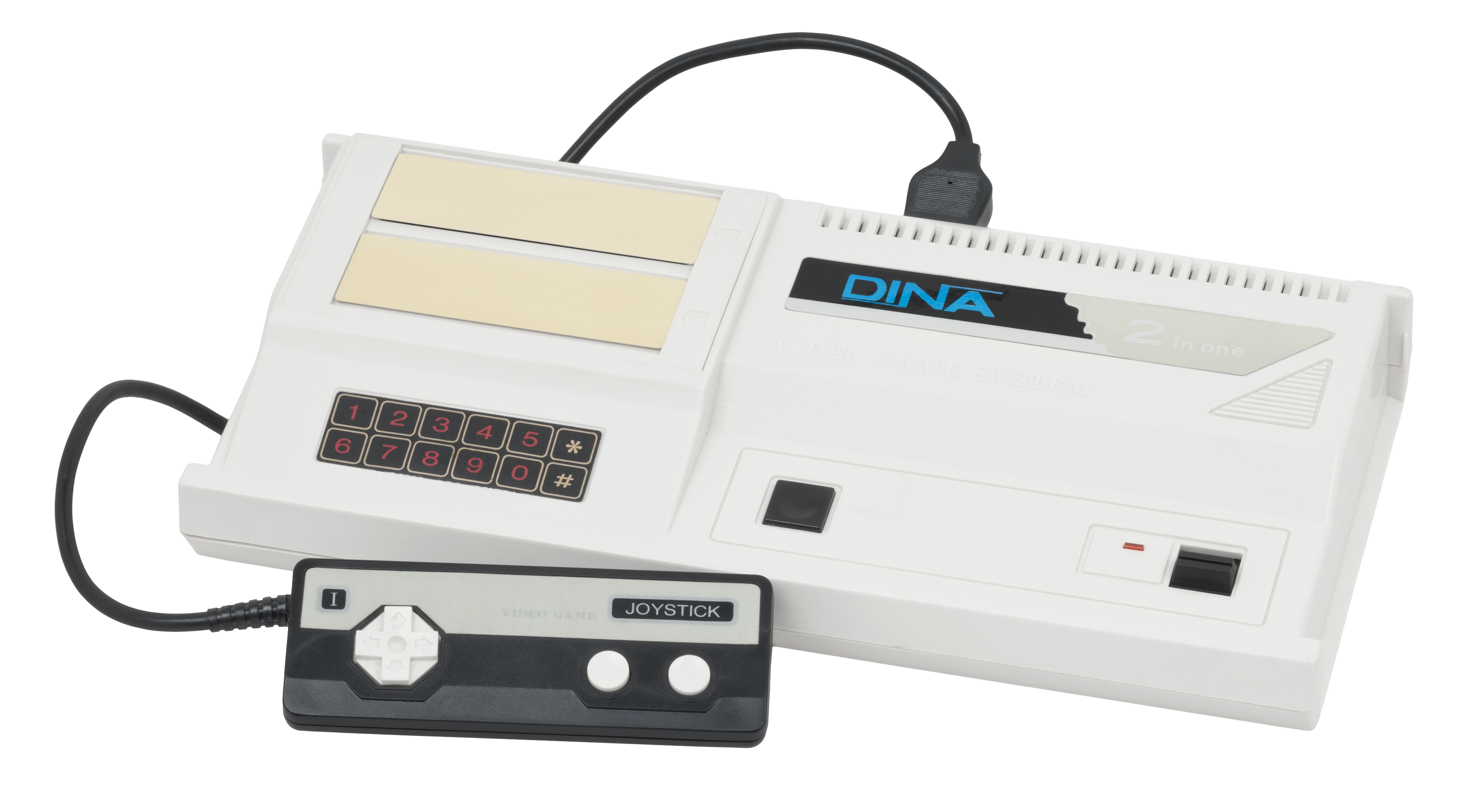
Dina (Telegames Personal Arcade) Lanzado en 1986
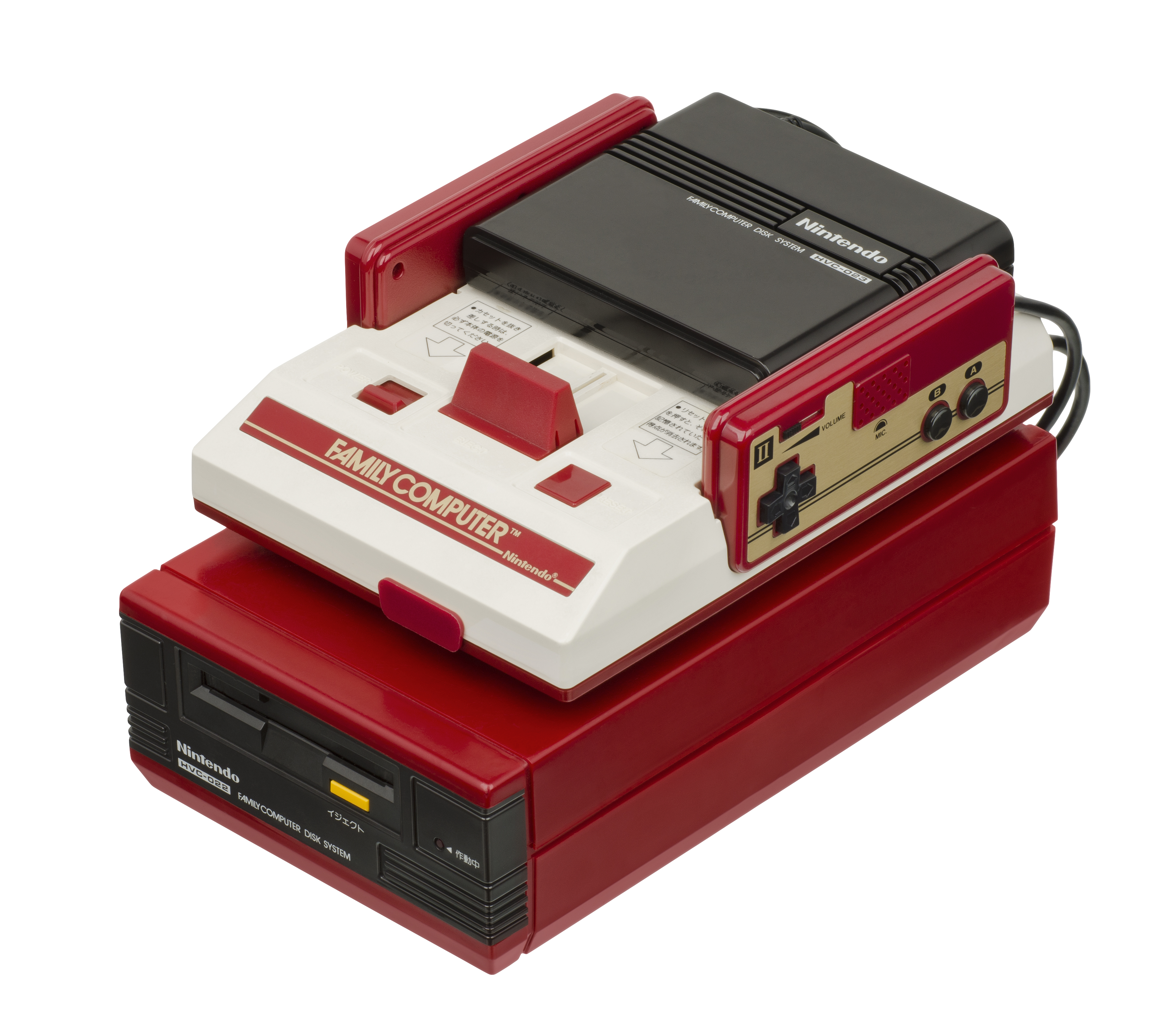
Family Computer Disk System (1986)
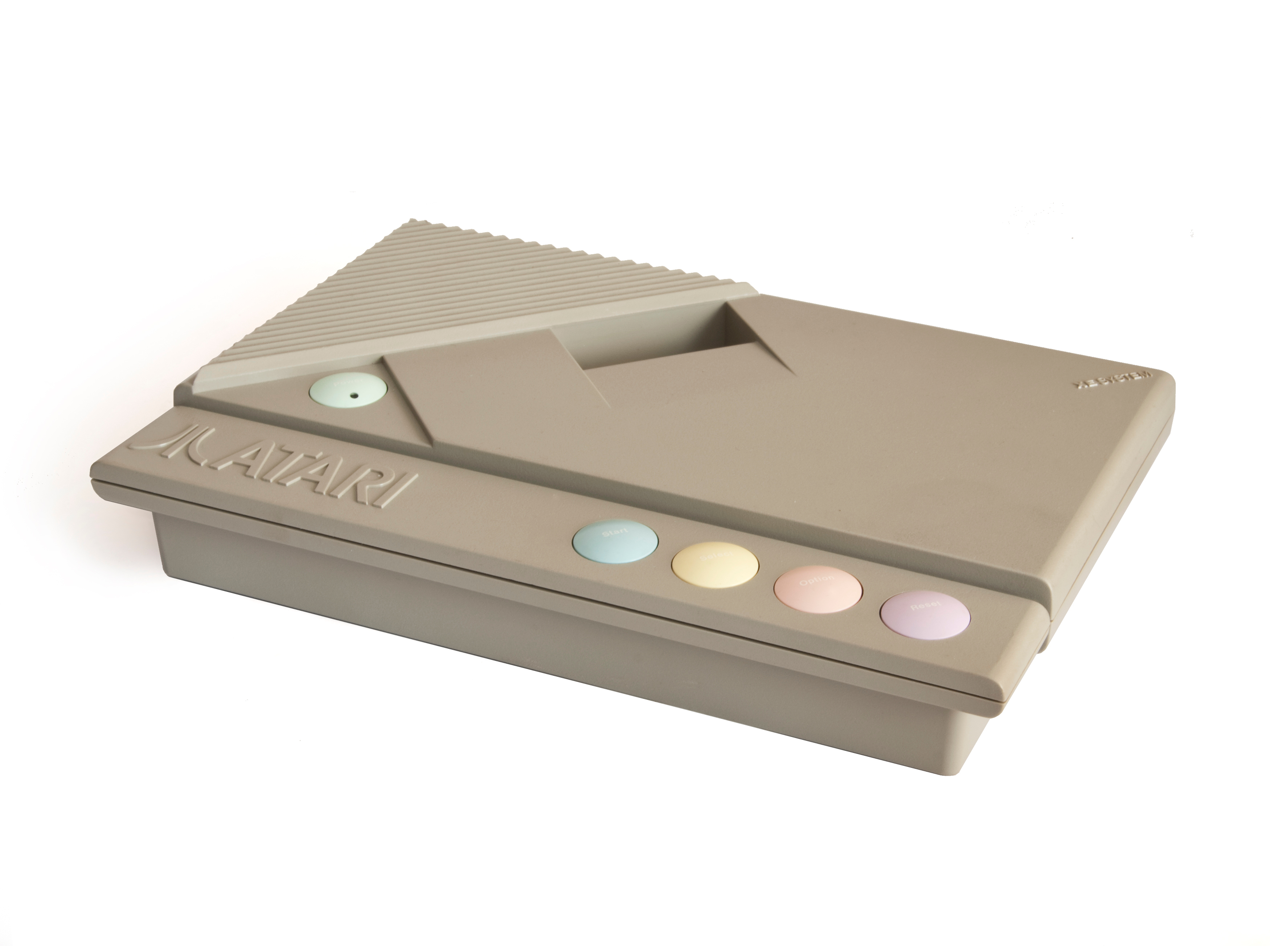
Atari XEGS (1987)
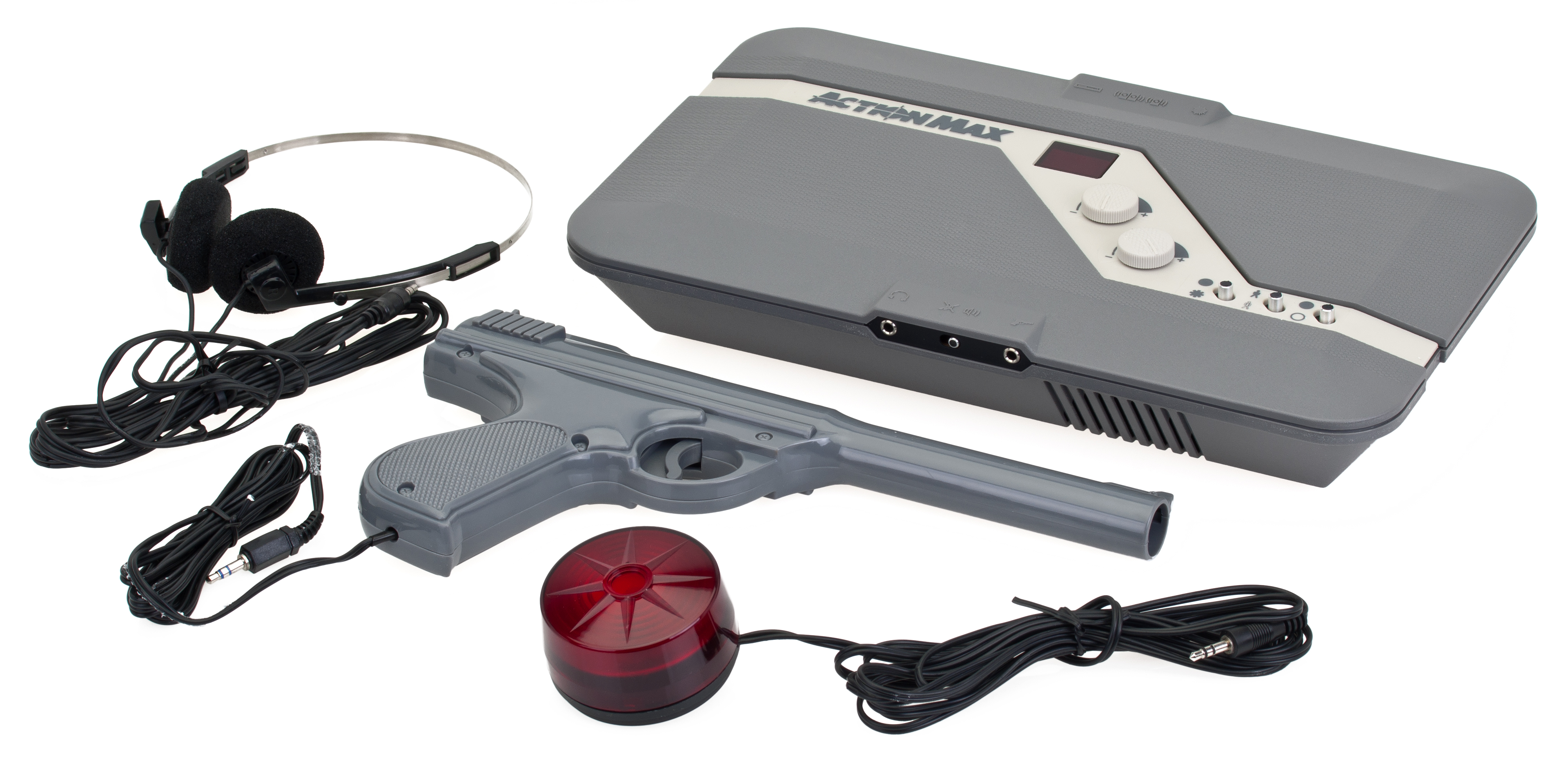
Action Max (1987)
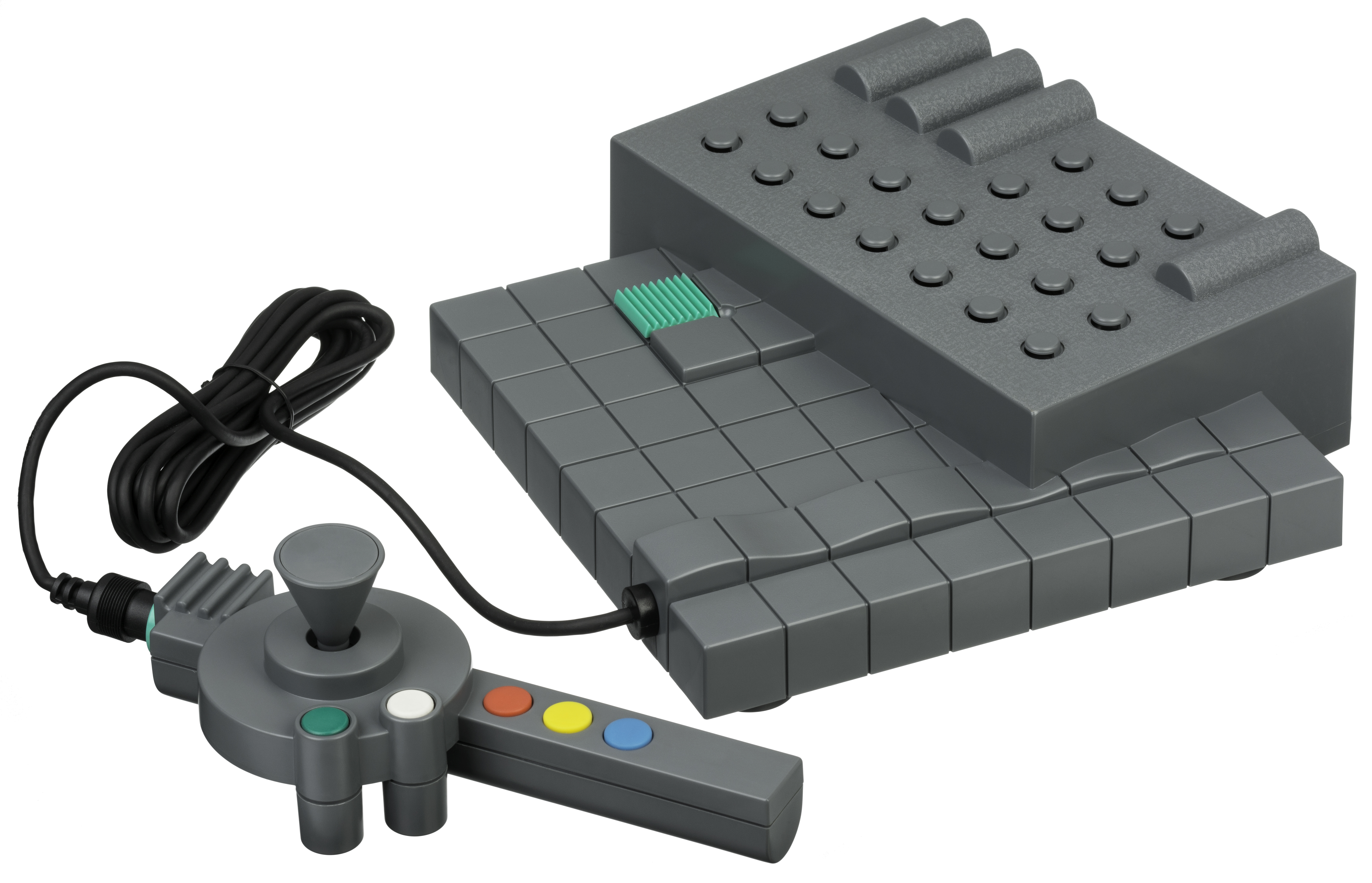
View-Master Interactive Vision (1988)
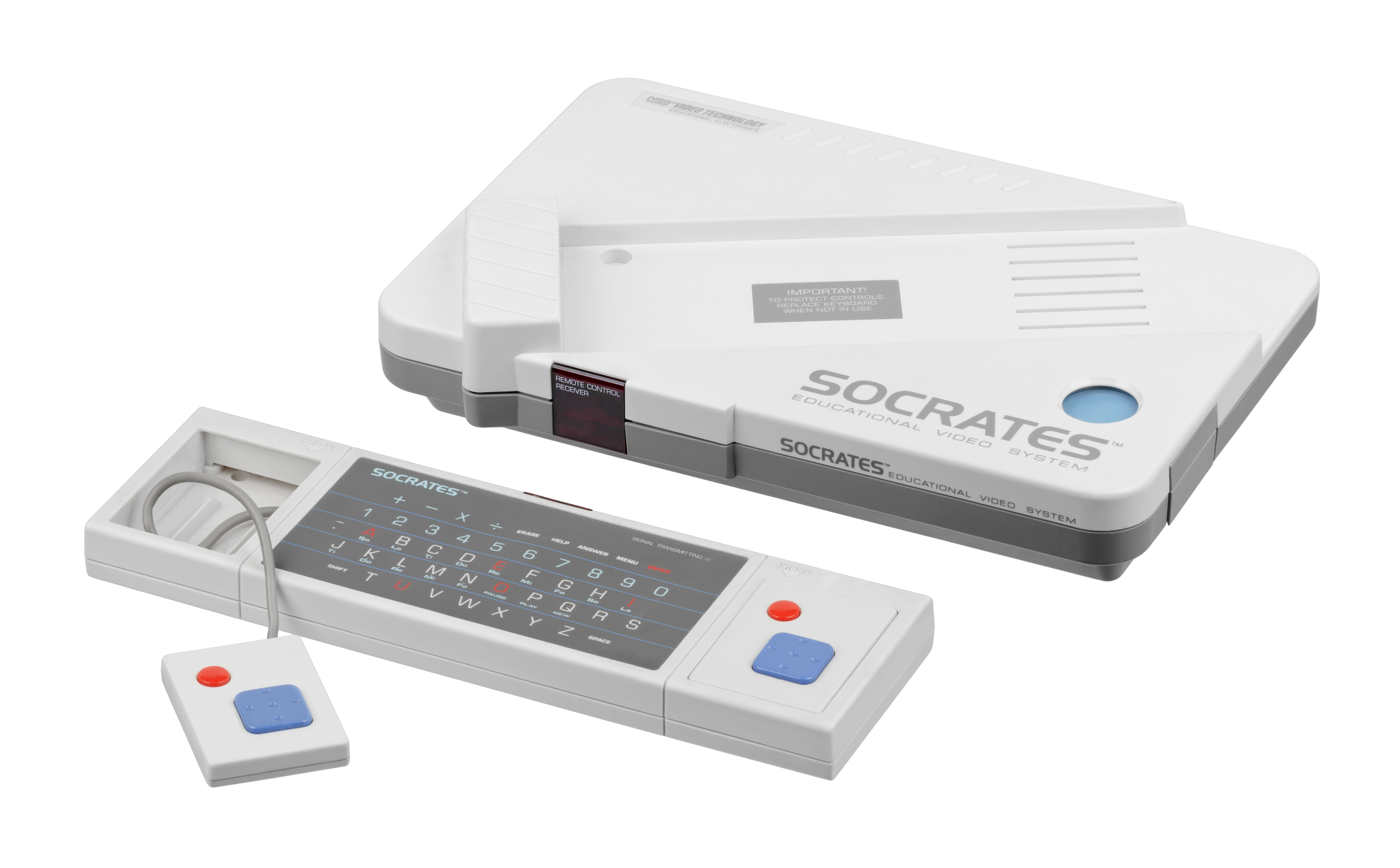
VTech Socrates (1988)
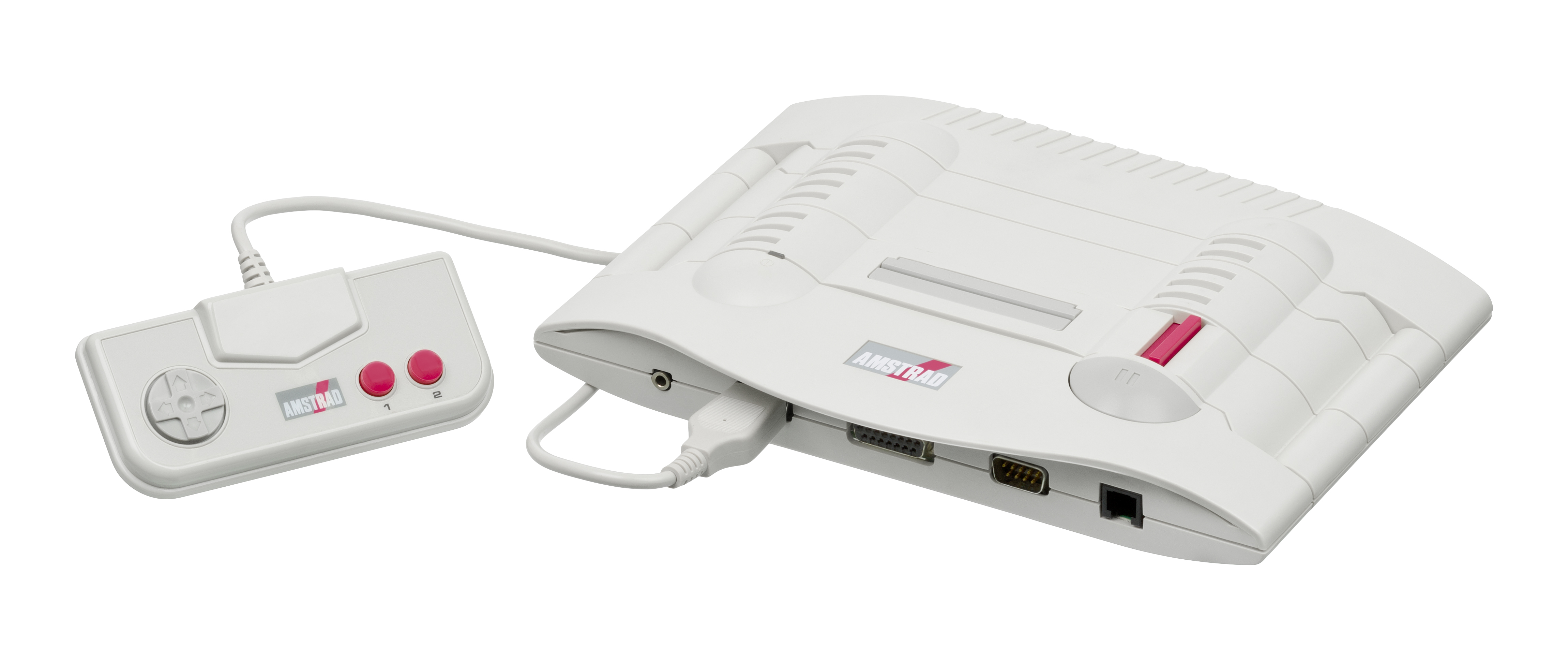
Amstrad GX4000 (1990)
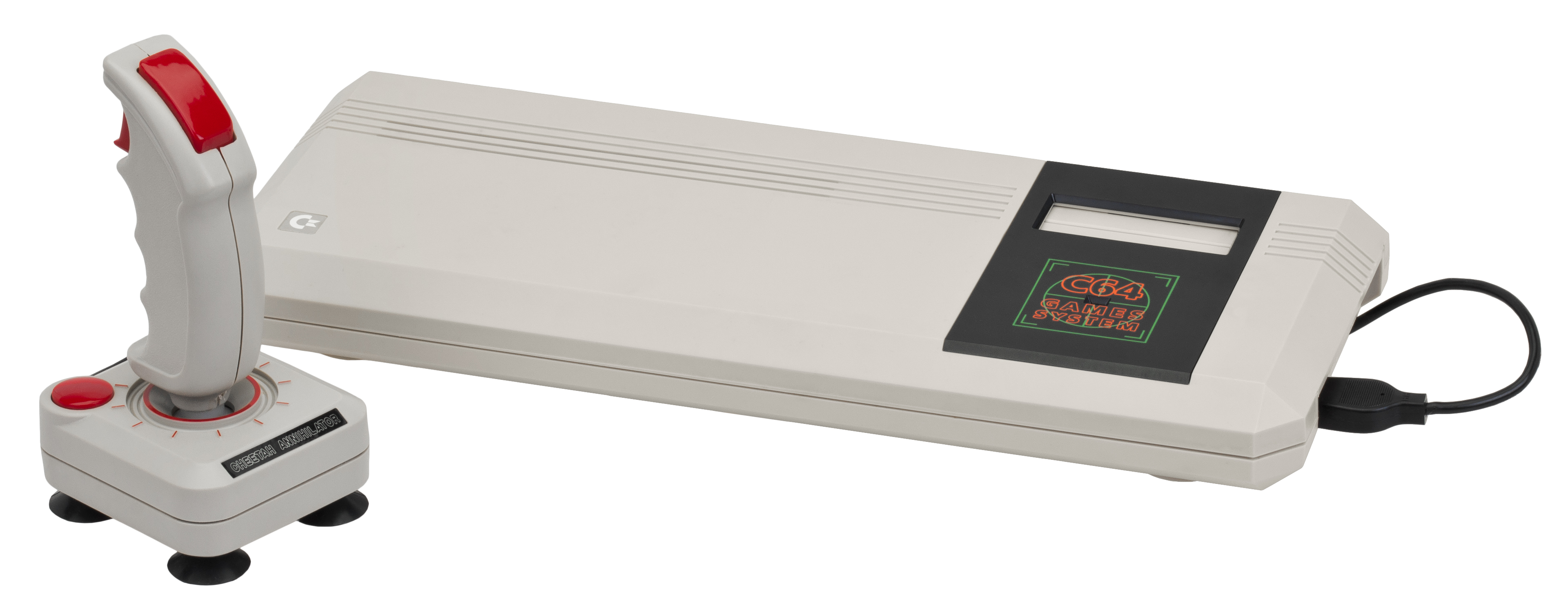
Commodore 64 Games System (1990)
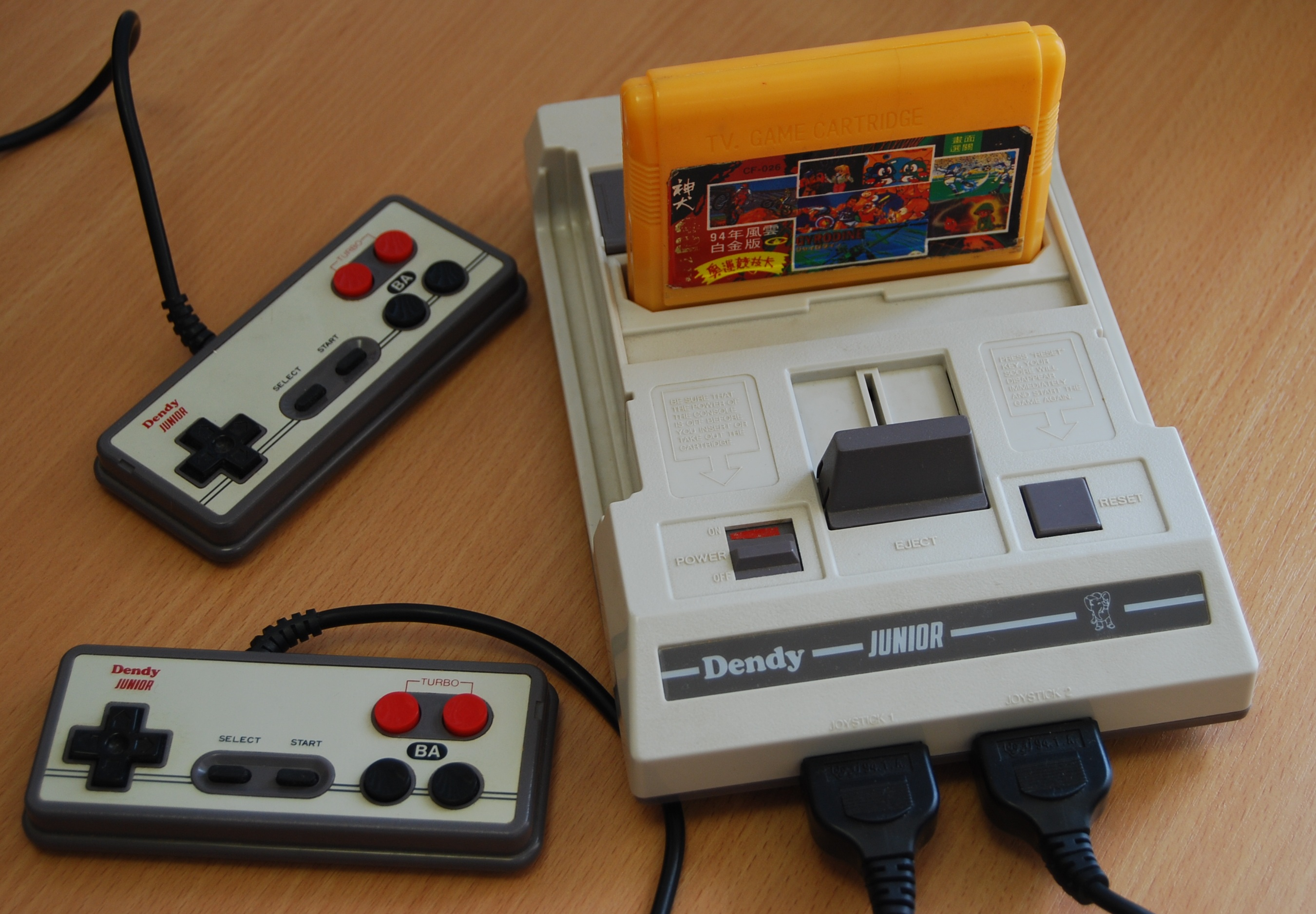
Dendy (1992) (Famiclon)
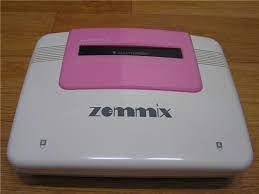
Zemmix

### Comparación de ventas
La NES/Famicom vendió, con mucho, la mayoría de las unidades de cualquier consola de tercera generación, particularmente en Japón y América del Norte. En América del Norte en 1989, entre Nintendo y Sega, hubo una división del 94% al 6% en la participación de mercado entre NES y Master System, a favor de Nintendo. El NES vendió 1,1 millones de unidades en América del Norte durante 1986, mucho más que el Master System (125 000) y el Atari 7800 (100 000) juntos. En 1990, Nintendo tenía una participación de mercado del 93% en América del Norte, seguida de Sega con una participación del 3,8%, NEC con un 1,3% y Atari con una participación del 1,1%. Nintendo mantuvo su liderazgo en América del Norte hasta 1991, cuando tenía una participación de mercado del 80 por ciento ese año, mucho más que Atari (12 por ciento) y Sega (8 por ciento) juntas. Esto se debió a la sólida alineación de Nintendo de títulos propios (como Super Mario Bros., Metroid, Duck Hunt y The Legend of Zelda) y títulos de terceros junto con las estrictas reglas de licencia de Nintendo que requerían que los títulos de NES fueran exclusivos. a la consola durante dos años después del lanzamiento, poniendo un freno al soporte de terceros para otras consolas.
En Europa, la competencia era mucho más dura para la NES, que estaba a la zaga del Master System hasta 1990, a pesar de la hegemonía de la primera en los mercados norteamericano y japonés. Las ventas de NES comenzaron a repuntar a partir de 1990, después de lo cual las ventas se dividieron de manera más equitativa entre NES y Master System hasta 1994; el NES finalmente superó al Master System en Europa Occidental por un estrecho margen, aunque el Master System mantuvo su liderazgo en varios mercados, como el Reino Unido, Bélgica y España. En otras regiones, Master System fue la consola de mayor éxito en Brasil, Corea del Sur, y Australia, mientras que Dendy (una Famiclón taiwanesa de NES/Famicom) fue la más exitosa en Rusia.
| Consola                                                             | Firma        | Unidades vendidas en todo el mundo | Japón                 | Américas                                                    | Otras regiones                                                                                 |
| ------------------------------------------------------------------- | ------------ | ---------------------------------- | --------------------- | ----------------------------------------------------------- | ---------------------------------------------------------------------------------------------- |
| Nintendo Entertainment System (Family Computer / Famicom / NES)     | Nintendo     | 61.91 millones (2009)              | 19.35 millones (2009) | 34 millones (2009)                                          | 8.56 millones (2009)                                                                           |
| Sega Master System (incluidas las variantes de Tectoy con licencia) | Sega         | 19.17 millones (2016)              | 1 millón (1986)       | Estados Unidos: 2 millones (1992) Brasil: 8 millones (2016) | Europa Occidental: 6.8 millones (1993) Corea del Sur: 720,000 (1994) Australia: 650,000 (1994) |
| Dendy (Famiclón sin licencia)                                       | Micro Genius | 6 millones (1998)                  |                       |                                                             | Rusia: 6 millones (1998)                                                                       |
| Famicom Disk System                                                 | Nintendo     | 4.5 millones (1990)                | 4.5 millones (1990)   |                                                             |                                                                                                |
| Atari 7800                                                          | Atari        | 1 millón (1988)                    |                       |                                                             |                                                                                                |
| Sega SG-1000                                                        | Sega         | 400,000 (2007)                     | 400,000 (2007)        |                                                             |                                                                                                |
| Super Cassette Vision                                               | Epoch Co.    | 300,000 (2007)                     | 300,000 (2007)        |                                                             |                                                                                                |
| Atari XEGS                                                          | Atari        | 130,000 (1989)                     |                       | 100,000 (1987)                                              | Francia: 30,000 (1989)                                                                         |

## Software

### Títulos de hito
- Alex Kidd in Miracle World (SMS) de Sega presentó a la mascota original de Sega, Alex Kidd.[82]
- Castlevania (NES) de Konami, se basa libremente en Drácula de Bram Stoker, con el Conde Drácula como principal antagonista de la serie. Este juego inició la serie Castlevania.
- Dragon Ball: Dragon Daihikyō (SCV) de Epoch fue el primer juego basado en la ahora larga serie de manga y anime, Dragon Ball.[83]
- Dragon Quest (NES) de Chunsoft y Enix introdujo la serie Dragon Quest en 1986.
- Final Fantasy (NES) de Square inició la serie Final Fantasy en 1987.
- The Legend of Zelda (NES) de Nintendo EAD y Nintendo inició la serie Legend of Zelda en 1986.
- Mega Man 2 (NES) de Capcom fue el título revolucionario de la serie Mega Man de Capcom. La serie tuvo una serie de éxitos adicionales en la NES y luego generó varias series derivadas exitosas.
- Metal Gear (MSX2) de Konami inició la serie Metal Gear en 1987. Fue lanzado para la computadora MSX2 y rehecho en la NES poco después.
- Metroid (NES) de R&D1 y Nintendo iniciaron la serie Metroid en 1986.
- Phantasy Star (SMS) de Sega Consumer Development Division 2 y Sega se considera uno de los videojuegos de rol de referencia,[84] y está entre los primeros en utilizar un entorno de ciencia ficción y en presentar a una protagonista femenina.[85]
- Super Mario Bros. (NES) de Nintendo EAD y Nintendo se incluyó con NES y se convirtió en el videojuego más vendido de todos los tiempos, título que mantuvo hasta 2009.[86] A lo largo de la generación de consolas aparecieron innumerables imitaciones del juego.
- Super Mario Bros. 3 (NES) de Nintendo es ampliamente considerado como el mejor juego de plataformas de desplazamiento lateral de la generación, además de encabezar muchas listas de "Mejores juegos" para NES.[87] Sus segmentos de la física de salto y del mapa del mundo, donde los jugadores pueden elegir su camino, sirvieron como fórmula para los juegos de Mario 2D posteriores.